# Bituminit
Bituminit – macerał z grupy liptynitu. Występuje w silnie uwęglonych węglach kamiennych. Jest to macerał wtórny powstały na skutek przemian alginitu.